# Robin Hood

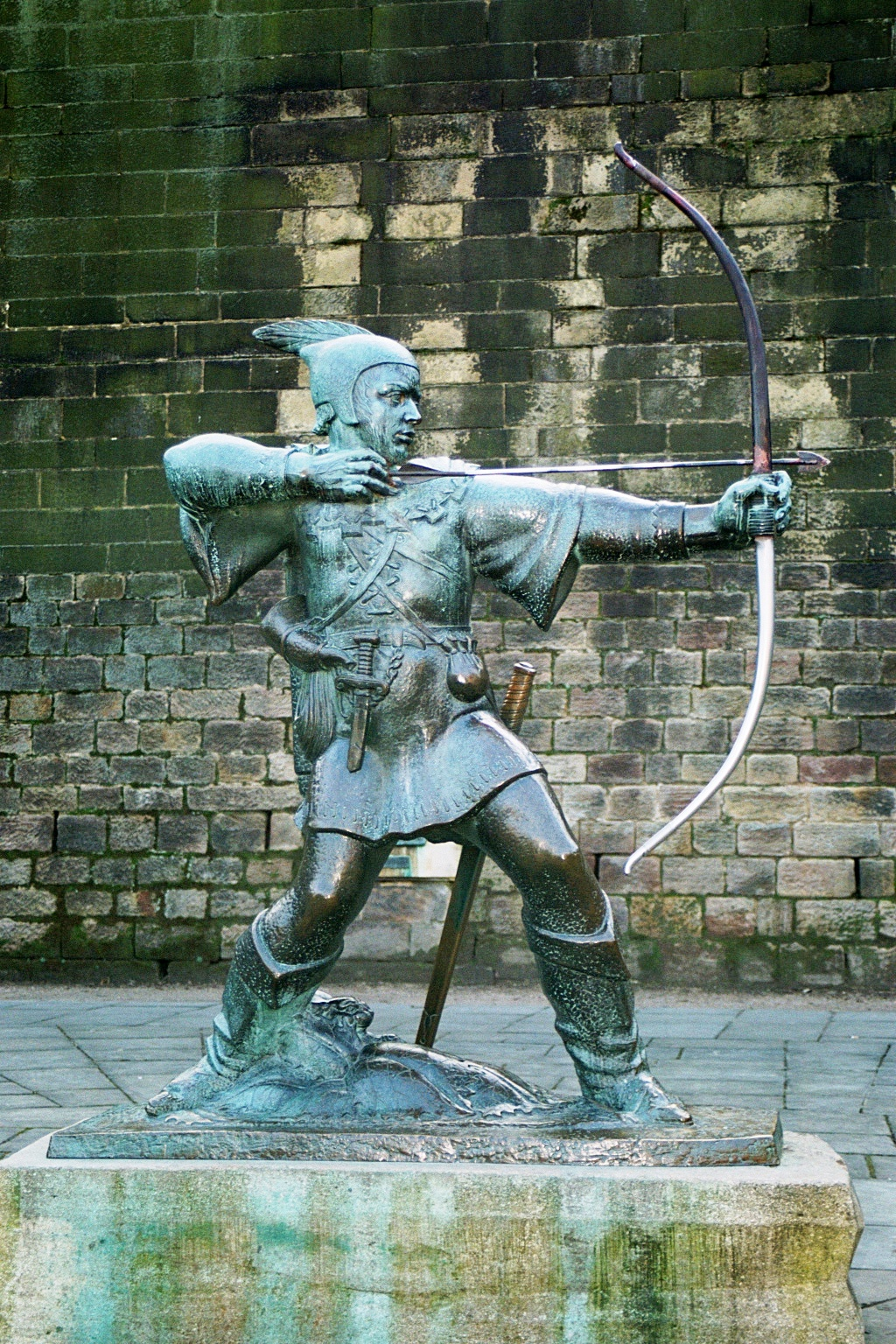
Pomnik poświęcony pamięci Robin Hooda na zamku Nottingham

Flaga Nottinghamshire z wizerunkiem Robin Hooda

Robin Hood – bohater średniowiecznych angielskich legend ludowych, którego faktyczne istnienie nie zostało potwierdzone przez źródła historyczne.

## Legenda
Podania głoszą, że wraz z kompanami zamieszkiwał w lesie Sherwood i walczył przeciw despotycznemu szeryfowi z Nottingham. W większości legend o Robin Hoodzie jest on ułaskawiany przez powracającego do ojczyzny po długiej nieobecności króla Ryszarda Lwie Serce.
Według różnych wersji opowieści o Robin Hoodzie w skład jego drużyny wchodzili m.in.: Lady Marion, Mały John, brat Tuck, Allan z Doliny oraz Will Szkarłatny.

## Teorie historyczne
Opowieści o Robin Hoodzie znane są od ponad 600 lat.
Za najbardziej prawdopodobny pierwowzór Robin Hooda uznaje się Robina Hode’a, dzierżawcę u arcybiskupa Yorku, wyjętego spod prawa w 1225 r. Według źródeł literackich z XIV-XVI wieku, świetny łucznik, który przewodził grupie ludzi wyjętych spod prawa i ukrywających się w lasach hrabstw Yorkshire i Nottinghamshire (zwłaszcza w lesie Sherwood). Sławę miała mu przynieść walka w obronie biednych i uciśnionych, którym rozdawał dobra zrabowane w czasie napadów na zamki i klasztory.
Niektórzy uważają, że mógł być Sasem, który stracił swoje ziemie po najeździe Normanów z 1066 roku. Niewykluczone też, że na legendę o Robin Hoodzie złożyło się życie dwóch lub więcej banitów.
Pierwowzór postaci Robin Hooda uchodził za świetnego łucznika, a w muzeum na zamku Nottingham można oglądać eksponowany jego oryginalny łuk i dwie dobrze zachowane strzały.

## Robin Hood w kulturze
Utwory literackie o Robin Hoodzie oraz prace historyczne na temat jego postaci liczą na całym świecie przeszło 750 pozycji, np. poemat A Lytell Geste of Robyn Hode z 1510 roku, powieść Ivanhoe Waltera Scotta z 1819 roku (wydanie polskie 1821) i wiele innych. Jednak za najsłynniejszą, „wzorcową” uchodzi powieściowa adaptacja legend o Robin Hoodzie dokonana przez Howarda Pyle (Wesołe przygody Robin Hooda).
Powieściowe przygody Robin Hooda stały się tematem licznych ekranizacji filmowych: np. film w reżyserii Douglasa Fairbanksa Starszego z 1922 roku lub film z Errolem Flynnem w roli głównej z 1938 roku (sparodiowany później przez Mela Brooksa w komedii Robin Hood: Faceci w rajtuzach w 1993 roku). Powstało też sporo i wciąż powstają nowe filmy oparte na ogólnym schemacie przygód banity z Sherwood, także np. filmy rysunkowe Walta Disneya oraz utwory muzyczne (muzyka i piosenki do serialu Robin z Sherwood, skomponowane przez irlandzki zespół Clannad i wydane na płycie Legend).
Temat „Robin Hood” ma wiele odwołań w kulturze masowej, zabawach dziecięcych, strojach karnawałowych itd.
Imieniem Robin Hooda nazwano kilka miejsc w północnej Anglii.

### Filmy i seriale powstałe na motywach legend o Robin Hoodzie
- Robin Hood – amerykański film fabularny z 1922 roku
- Przygody Robin Hooda – amerykański film fabularny z 1938 roku
- Przygody Robin Hooda – brytyjski serial (1955–1959)
- Wyzwanie dla Robin Hooda – angielski film fabularny z 1967 roku
- Festiwal bajek (Robin Hood – odcinek 20) – amerykański serial animowany (1972–1973)
- Robin Hood – amerykański film animowany z 1973 roku
- Powrót Robin Hooda – amerykański film fabularny z 1976 roku
- Strzały Robin Hooda – radziecki film fabularny z 1975 roku
- Robin z Sherwood – brytyjski serial (1983–1986)
- Przygody Robin Hooda – australijski film animowany z 1985 roku
- Robin Hood – japoński serial anime z 1990 roku
- Robin Hood: Książę złodziei – amerykański film fabularny z 1991 roku
- Robin Hood – amerykańsko-brytyjski film fabularny z 1991 roku
- Młody Robin Hood – amerykański serial animowany z 1992 roku
- Robin Hood: Faceci w rajtuzach – amerykański film fabularny z 1993 roku
- Skarbczyk najpiękniejszych bajek (Przygody Robin Hooda – odcinek 10) – japoński serial animowany z 1995 roku
- Robin Hood – czwarta strzała – polski film z 1997 roku
- Nowe przygody Robin Hooda – amerykański serial (1997–1999)
- Księżniczka złodziei – brytyjski film przygodowy z 2001 roku
- Robin Hood – brytyjski serial (2006–2009)
- Robin Hood – amerykańsko-brytyjski film fabularny z 2010 roku
- Robin Hood: Początek – amerykański film fabularny z 2018 roku

### Dostępne w języku polskim utwory literackie powstałe na motywach legend o Robin Hoodzie
- Ivanhoe – powieść Waltera Scotta z 1819 roku
- Wesołe przygody Robin Hooda (od kilkunastu lat występuje też jako Robin Hood) – powieść Howarda Pyle’a z 1883 r.
- Robin Hood (Bows against the barons) – powieść Geoffreya Trease’a z 1934 r.
- Robin Hood – powieść Tadeusza Kraszewskiego z 1949 r.
- Robin Hood z zielonego lasu – powieść Rogera Lancelyna Greena(inne języki) z 1956 r.
- Ojciec Chrzestny z Sherwood – powieść Angusa Donalda
- Krzyżowiec z Sherwood – powieść Angusa Donalda
- Robin Hood – powieść Davida B.Coe z 2010 r., na podstawie scenariusza filmu z Russellem Crowe’em w roli tytułowej.

### Gry komputerowe
- Robin of the Wood (1985)
- Defender of the Crown (1986)
- Robin Hood: Legenda Sherwood (2002)
- Robin Hood: Defender of the Crown (2003)
- Robin Hood: The Secrets of Sherwood Forest (2010)
- Robin Hood - Sherwood Builders (2021)